# غراهام لاك
غراهام لاك (13 أبريل 1935 في المملكة المتحدة - ) (بالإنجليزية: Graham Lake)‏ هو لاعب كريكت بريطاني. لعب مع نادي مقاطعة غلوستر للكريكت ‏.

## وصلات خارجية
- غراهام لاك على موقع إي آس بي آن كريك إنفو (الإنجليزية)